# Филиал МГУ имени М. В. Ломоносова в Ташкенте
Ташкентский филиал Московского государственного университета имени М. В. Ломоносова — обособленное структурное подразделение МГУ имени М. В. Ломоносова в Узбекистане.

## Расположение
Филиал Московского государственного университета им. М. В. Ломоносова в г. Ташкенте расположен по адресу: проспект Амира Темура, 22.

## История
Решение о создании филиала было принято на встрече президентов России и Узбекистана 14 ноября 2005 года в Москве.
Филиал был создан в Ташкенте 24 февраля 2006 года постановлением президента Узбекистана Ислама Каримова. Под него был выделен комплекс строящихся зданий, в которых изначально должен был разместиться академический лицей при Ташкентском автомобильно-дорожном институте. Заведение рассчитано на тысячу человек с учётом бакалавриата, магистратуры, аспирантуры и докторантуры.
2 сентября того же года началось обучение. Первую лекцию по математическому анализу для студентов ПМиИ прочитал доктор физико-математических наук, академик, автор известного учебника «Алгебра и начала анализа» Алимов Ш. А.
24 ноября 2010 года в Актовом зале филиала МГУ в г. Ташкенте состоялась торжественная церемония вручения дипломов первым выпускникам факультета «Прикладная математика и информатика».
В 2017 году в Филиале были открыты программы магистратуры «Прикладная математика и информатика» и «Психология».
30 ноября 2017 года состоялась торжественная церемония открытия нового реконструированного Спортивного комплекса на территории Филиала.
Филиал МГУ имени М. В. Ломоносова в г. Ташкенте с 2019 года осуществляет четыре совместные магистерские программы с Национальным университетом Узбекистана им. Мирзо Улугбека и Бухарским государственным университетом по направлениям «Прикладная математика и информатика» и «Психология».
В 2020 году структуру Филиала пополнили два новых факультета бакалавриата и магистратуры: «Филология (русский язык и литература)» и «Реклама и связи с общественностью». 5 октября 2020 года на новых факультетах были проведены первые занятия в формате онлайн.
В 2023 году планируются к открытию факультеты «Менеджмент» (бакалавриат) и «Педагогическое образование» (магистратура).

## Структура

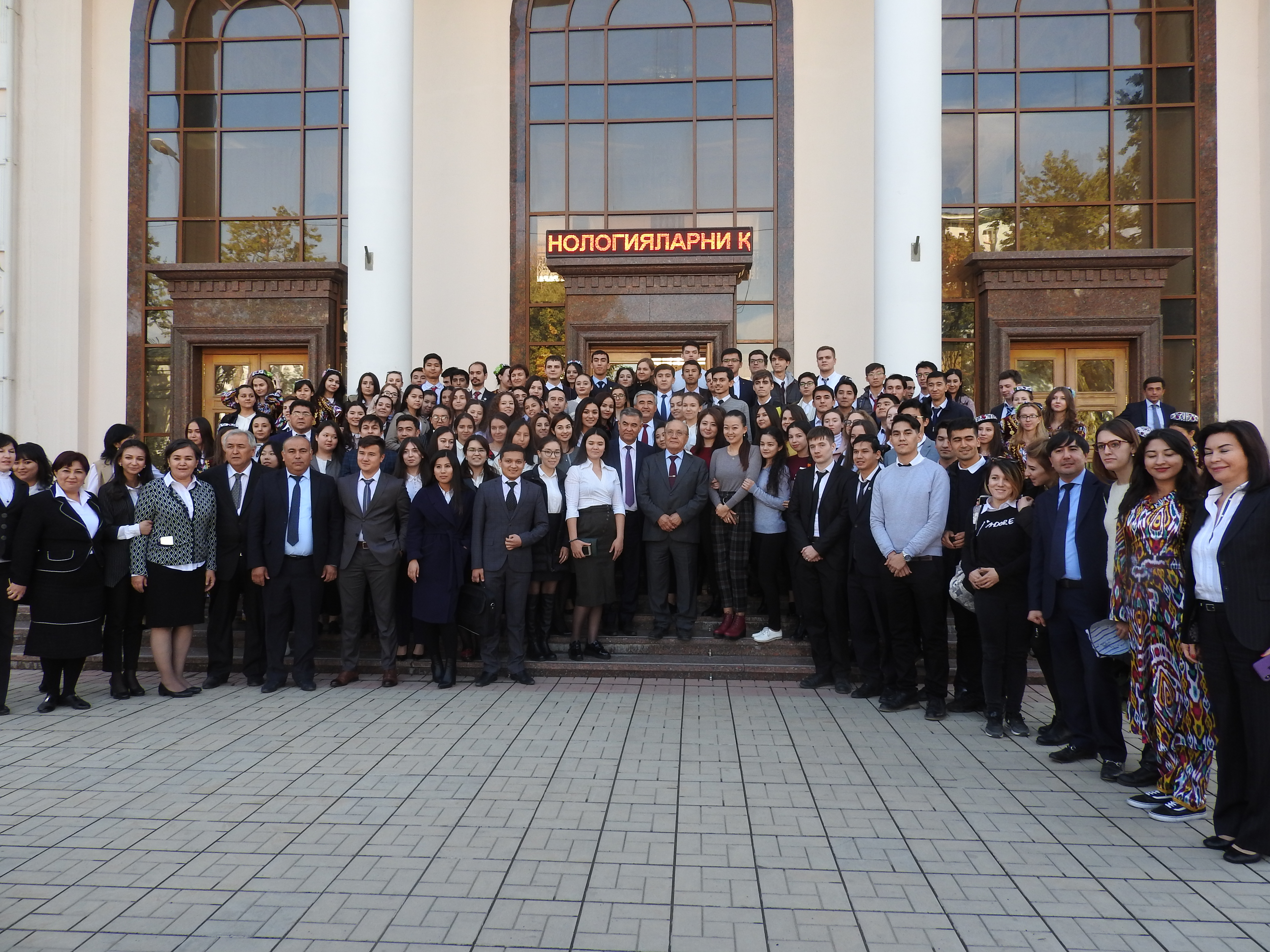
Садовничий В.А. посетил Филиал МГУ в Ташкенте. Октябрь 2018 г.

Финансирование работы филиала производится за счет средств госбюджета Узбекистана в виде грантов, выделяемых Минвузу республики, и выплат студентов, обучающихся на платно-контрактной основе.
Руководство Филиала по состоянию на 2023 год:
- Руководитель Филиала: Часовских Анатолий Александрович[18] (г. Москва)
- Заместитель руководителя — Базаров Т.Ю. (г. Москва)
- Исполнительный директор — Сайдаматов Э.М.
- Заместитель директора по учебной и научной работе — Каршиев Т.О.
- Заместитель директора по финансово-экономической работе — Маманазаров А.Б.
- Заместитель директора по работе с молодёжью — Мирзаев Ш.Ш.[19]

По состоянию на 2020 год в структуре Филиала действуют три кафедры:
- Прикладная математика и информатика,
- Психология,
- Общегуманитарные и социально-экономические дисциплины.

При филиале действует Центр тестирования  филиала МГУ имени М.В.Ломоносова в городе Ташкенте. 26 октября 2022 года ректор МГУ Виктор Садовничий предложил создать на базе филиала университета в Ташкенте Центр компетенций по информационным технологиям, где будут обучать специалистов в этой сфере.
Совместная программа УГН-МГУ имени М.В.Ломоносова к филиалу отношения не имеет.

## Обучение
Занятия в Филиале ведутся на русском языке преподавателями из Узбекистана и Российской Федерации. Для проведения занятий в филиал ежегодно командируется профессорско-преподавательский состав из Москвы. Специалисты головного вуза выступают научными руководителями выпускных квалификационных работ бакалавров и магистерских диссертаций. Выпускникам вручается диплом МГУ установленного образца.

## Выпускники филиала
К 2019 году образовательное учреждение окончило в общей сложности более 600 специалистов. Некоторые из выпускников продолжили обучение в аспирантуре Московского государственного университета и защитили диссертацию на соискание степени кандидата наук.
Выпускники филиала работают в различных министерствах Узбекистана (информационных технологий и коммуникаций; высшего и среднего специального образования; народного образования; дошкольного образования), Институте математики Академии наук, научно-практическом исследовательском центре «Оила», Национальном университете Узбекистана, компании «Лукойл», Республиканском центре социальной адаптации детей, общественном детском фонде «Ты не одинок» (Sen yolg`iz emassan), Ассоциации психологов Узбекистана, Федерации гимнастики Узбекистана.

## Абитуриенты
Приём абитуриентов осуществляется по системе экзаменов: для факультета психологии — дисциплины «математика», «русский язык», «биология»; для факультета ПМиИ — дисциплины «математика», «русский язык», «информатика». До 2011 года обучение на факультете психологии длилось 5 лет (специалист), в настоящее время срок обучения по обоим направлениям — 4 года (бакалавриат). Срок обучения по программам магистратуры — 2 года.
Для приёма абитуриентов и проведения экзаменов в Ташкент командируется профессорско-преподавательский состав из Москвы. Прием абитуриентов осуществляется в июне-июле. За день до каждого вступительного экзамена для абитуриентов проводится консультация.
При Филиале действуют подготовительные курсы для подготовки к сдаче вступительных экзаменов филиала МГУ в городе Ташкенте.
| Бакалавриат                           | Бакалавриат     | Бакалавриат | Бакалавриат | Бакалавриат                  |
| Направление обучения                  | Количество мест | Грант       | Контракт    | Вступительные экзамены       |
| ------------------------------------- | --------------- | ----------- | ----------- | ---------------------------- |
| Прикладная математика и информатика   | 60              | 24          | 36          | математика, русский язык     |
| Психология                            | 60              | 20          | 40          | биология, русский язык       |
| Реклама и связи с общественностью     | 50              | 16          | 34          | обществознание, русский язык |
| Филология (русский язык и литература) | 40              | 16          | 24          | литература, русский язык     |
| Менеджмент                            | 50              | 10          | 40          | математика, русский язык     |

| Магистратура                        | Магистратура    | Магистратура | Магистратура | Магистратура                        |
| ----------------------------------- | --------------- | ------------ | ------------ | ----------------------------------- |
| Направление обучения                | Количество мест | Грант        | Контракт     | Вступительные испытания             |
| Прикладная математика и информатика | 10              | 4            | 6            | математика                          |
| Психология                          | 20              | 8            | 12           | психология                          |
| Реклама и связи с общественностью   | 10              | 4            | 6            | реклама и связи с общественностью   |
| Педагогическое образование          | 20              | 8            | 12           | основы образовательной деятельности |

## Научная работа
В 2008 году на базе Филиала прошла 42-я Международная Менделеевская олимпиада по химии среди школьников.
В 2013 году на базе Филиала прошла 47-я Международная Менделеевская олимпиада по химии среди школьников.
28 сентября 2018 года филиалом была проведена Республиканская научно-практическая конференция «Актуальные проблемы психологии в Узбекистане».
17-18 октября 2019 года в Филиале МГУ имени М. В. Ломоносова в городе Ташкенте состоялась V научно-практическая конференция «СТАТИСТИКА и её применения».
Ежегодно Филиал проводит фестиваль по математике и информатике «Ломоносов».

## Студенты
По состоянию на 2018 год, в филиале обучалось 434 студента, из них 397 — на бакалавриате и 37 — на магистратуре. 90 % магистрантов составляют выпускники бакалавриата филиала.
Представлявшая филиал команда (Сытдыков Т., Солиев Б., Быстрыгова А., тренер — Аширматов Б.) квалифицировалась на финальный этап Международной студенческой Олимпиады по программированию 2014 года, где заняла 37-е место из 122 коллективов-участников.
Команда «Мы», в состав которой входили выпускники и работники Филиала, стала победителем XIII и XIV чемпионатов Узбекистана по «Что? Где? Когда?».
В числе студентов и выпускников Филиала имеются призёры и участники международных спортивных соревнований — Фарангис Алиева (1-е место на Открытом Кубке СНГ — Кубке мира по тхэквондо ITF), участник XXVIII Олимпийских Играх в Греции и XXIX Олимпийских Играх в Китае — Бугаков Даниил.
На базе Филиала действует Клуб юных математиков и информатиков для учащихся школ, колледжей и академических лицеев, где студенты Филиала могут попробовать себя в качестве преподавателей.
В стенах Филиала действует театральный кружок «Орион».